# Werner Schwarz (Politiker, 1902)

Werner Schwarz, vor 1937

Werner Hans Schwarz (* 8. Mai 1902 in Berlin; † 10. Mai 1942 ebenda) war ein deutscher Politiker (NSDAP) und Sturmabteilung-Führer.

## Leben und Wirken

### Frühes Leben
Schwarz wurde als Sohn eines Rektors geboren. In seiner Jugend besuchte er die Friedrich-Werdersche Oberrealschule. Ab 1917, während des Ersten Weltkriegs, arbeitete er als Munitionsarbeiter bei der AEG, wo er einige der Munitionsarbeiterstreiks, die sich in den letzten Kriegsjahren ereigneten, miterlebte. Später machte er „jüdischen Einfluss“ für diese Streiks verantwortlich.
1918 wurde Schwarz in der Endphase des Krieges im Rahmen des Vaterländischen Hilfsdienstes in ein Kriegsgefangenenlager kommandiert.

### Weimarer Republik
Nach der deutschen Kriegsniederlage und dem Zusammenbruch der Monarchie in Deutschland schloss Schwarz sich zeitweise dem Scharfschützenkorps Prey (Regiment Kurmark) an, in dem er als „Befehlsempfänger“ (Meldegänger) Befehle und Meldungen vom Truppenkommando an einzelne Truppenteile bzw. von diesen an das Kommando überbrachte. Seiner rechtsgerichteten Gesinnung treu bleibend machte er im März 1920 den von nationalistischen Kreisen getragenen Kapp-Putsch mit.
1919 wurde Schwarz Praktikant im Kabelwerk Oberspree und ging auf die Maschinenbauschule. Danach studierte er vier Semester lang an der Technischen Hochschule Charlottenburg. Seinen Lebensunterhalt verdiente er anschließend bis 1932 als Ingenieur in Berlin-Johannisthal, wobei er als Spezialist für Rohrpostanlagen galt.
Im Sommer 1926 lernte Schwarz anlässlich der Erschießung des SA-Mannes Harry Andersen am Moritzplatz den SA-Führer Kurt Daluege kennen, der ihn zum Eintritt in die NSDAP veranlasste. Sein Parteieintritt erfolgte nach unterschiedlichen Angaben entweder mit Eintrittsdatum vom 1. Oktober 1926 oder mit Datum vom 8. November 1926 (Mitgliedsnummer 46.928).
Schwarzs Hauptbetätigungsfeld in der NS-Bewegung lag in Mitarbeit in der Sturmabteilung (SA), der Saalschutz- und Straßenkampforganisation der NSDAP, für die er ab 1926 in den Berliner Bezirken Kreuzberg und Neukölln wirkte. Als sein offizielles Eintrittsdatum galt der 8. November 1926. Mit der SA beteiligte Schwarz sich von 1926 bis 1933 an zahlreichen gewaltsamen Auseinandersetzungen mit politischen Gegnern, wofür ihm später der sogenannte „Blutorden“ der NSDAP verliehen wurde. Während des SA-Verbots von 1927 gründete Schwarz im Auftrag Dalueges den Turn- und Spielverein Südwest der als eine Auffangorganisation für die verbotene SA diente.
1931 wurde Schwarz in den Stab der SA-Standarte 3 versetzt. Anschließend führte er als SA-Oberführer die SA in Berlin Süd, bevor er im Januar 1934 zum Führer der SA-Brigade 29 (Berlin Nord) ernannt wurde, die er bis 1937 führte.

### Zeit des Nationalsozialismus
1933 gehörte Schwarz einige Monate lang dem Preußischen Landtag an. Nach der Auflösung dieser Körperschaft erhielt er im November 1933 einen Sitz als Abgeordneter im nationalsozialistischen Reichstag, in dem er Wahlkreis 3 (Potsdam II, ab 1936 Berlin-Ost) und von April 1938 bis zu seinem Tod den Wahlkreis 19 (Hessen-Nassau) vertrat.
Schwarz starb zwei Tage nach seinem 40. Geburtstag in einer Berliner Privatklinik an den Folgen eines Hirntumors. Sein Tod wurde von der Berliner NSDAP zu einem propagandistischen Großakt genutzt: Zu der Trauerfeier vor dem Jahndenkmal in der Berliner Hasenheide am 18. Mai 1942 wurde ein Massenpublikum delegiert, während der Sarg in einem geschickt inszenierten Ritual vor einer Kulisse aus flammenlodernden Pylonen präsentiert wurde. Die Totenrede hielt der SA-Oberführer Arnold Kochan, neben dem auch zahlreiche weitere Prominente der Partei auftraten, darunter der stellvertretende Gauleiter Artur Görlitzer und Daluege.

## Beförderungen
- 1927: SA-Truppführer
- 1928: SA-Sturmführer
- 1931: SA-Standartenführer
- 1933: SA-Oberführer
- 1935: SA-Brigadeführer